# Protracheoniscus alabaschensis
Protracheoniscus alabaschensis är en kräftdjursart som beskrevs av Borutzkii 1959. Protracheoniscus alabaschensis ingår i släktet Protracheoniscus och familjen Trachelipodidae. Inga underarter finns listade i Catalogue of Life.